# 埃里克·潘奇
埃里克•潘奇(Eric Pankey)，美国当代诗人。

他1959年生于堪萨斯城，1981年获密苏里大学学士学位，1983年获爱荷华大学艺术硕士学位。25岁时，他的第一本诗集For The New Year被Mark Strand選為当年沃尔特•惠特曼奖之獲獎者。后又出版诗集如Heartwood（1998）、Apocrypha（1991）、The Pear As One Example: New and Selected Poems, 1984—2008（2008）等等。曾获美国国家艺术基金。诗人Jane Hirshfield评价他道：“埃里克•潘奇是一位有着精准洞察力和惊人个异性的诗人。他的诗有一种毫不利己的自我感；它们将我们放逐到一个新鲜的、异质的文字场域。音调很棒，文章的形式有时抒情，有时超现实，有时沉思，有时讽喻，有时直率，有时暗指。”2012年The Best American Poetry收其诗一首。